# Pithecheirops otion
Pithecheirops otion là một loài động vật có vú trong họ Chuột, bộ Gặm nhấm. Loài này được Emmons miêu tả năm 1993.